# Kárpáti Barnabás
Kárpáti Barnabás (Budapest, 1996. július 29. –) magyar színész.

## Életpályája
Óbudán nőtt fel. Nyolc év zongorázás után két évig orgonálni tanult, majd népi brácsázott, valamint énekelt. A Kodály Zoltán Magyar Kórusiskolában töltötte gimnáziumi éveit. Két évig tanult a Magyar Táncművészeti Egyetem Táncos és próbavezető szakán, néptánc szakirányon. Párhuzamosan a Keleti István Alapfokú Művészeti Iskola tanulója volt, ahol a színészettel ismerkedett. 2017-től a Kaposvári Egyetem színművész szakos hallgatója, Bozsik Yvette osztályában. Gyakorlatát a Déryné Program Társulatában töltötte, melynek 2022-től tagja.

## Színházi szerepeiből
| Év   | Színház                                             | Szerző                 | Mű címe                        | Rendező            | Szerep                                                            |
| ---- | --------------------------------------------------- | ---------------------- | ------------------------------ | ------------------ | ----------------------------------------------------------------- |
| 2024 | Déryné Program                                      | Szilágyi Andor         | A bajnokok bajnoka – Papp Laci | Kis Domonkos Márk  | Kutas István - Magyar Testnevelési és Sporttanács elnökhelyettese |
| 2022 | Déryné Program                                      | Jánosi Ferenc          | Szemet szemért                 | Kis Domonkos Márk  | Mihály                                                            |
| 2021 | Déryné Program                                      | Tóth Ede               | A falu rossza                  | Mészáros Tibor     | Gonosz Pista - bakter                                             |
| 2020 | Kaszás Attila Terem                                 | Herczeg Ferenc         | Déryné ifjasszony              | Vidnyánszky Attila | Jankó - huszár                                                    |
| 2020 | MATE Kaposvári Campus Rippl-Rónai Művészeti Intézet | Anton Pavlovics Csehov | Csehov 2x - Három nővér        | Kelemen József     | Csebutikin, Ivan Romanovics - katonaorvos                         |
| 2020 | MATE Kaposvári Campus Rippl-Rónai Művészeti Intézet | Anton Pavlovics Csehov | Csehov 2x - Platonov           | Kelemen József     | Oszip - tolvaj                                                    |
| 2020 | MATE Kaposvári Campus Rippl-Rónai Művészeti Intézet | William Shakespeare    | Lear                           | Móczár Bence       | Kent - gróf                                                       |
| 2017 | Budaörsi Latinovits Színház                         | Karel Čapek            | A fehér kór                    | Frigyesi András    | Szereplő                                                          |

## Filmes és televíziós szerepei
- A tanár (2021) ...Olivér
- A besúgó (2022) ...Béci
- 1968 – Egy szerelem rekonstrukciója (2024)